# ويليام درابر لويس
ويليام درابر لويس (بالإنجليزية: William Draper Lewis)‏ هو تربوي أمريكي، ولد في 1867، وتوفي في 1949.